# اگه می‌تونی منو بگیر (فیلم ۱۳۸۵)
اگه میتونی منو بگیر فیلمی کمدی ساخته شاهد احمدلو بر اساس فیلمنامه ای از محسن تنابنده، حسن وارسته است. حمید لولایی در این فیلم ایفا کردن سه نقش را بر عهده داشته‌است. تهیه‌کنندگی این فیلم برعهده حسن توکل نیا است.

## خلاصه داستان
بزرگ خاندان ولاقوز هنگام مرگ به پسر خود وصیت می‌کند زن بگیرد، ولی طبق سنت خانواده…

## بازیگران
- حمید لولایی
- سحر زکریا
- سحر ولدبیگی
- نیلوفر خوش‌خلق
- محمود بهرامی
- علی صادقی
- اسدالله یکتا